# Arenaria gerzeensis
Arenaria gerzeensis är en nejlikväxtart som beskrevs av Li Hua Zhou. Arenaria gerzeensis ingår i släktet narvar, och familjen nejlikväxter. Inga underarter finns listade i Catalogue of Life.